# Hrabstwo Barbour (Alabama)

Piramida wieku hrabstwa

Hrabstwo Barbour – hrabstwo w USA, w stanie Alabama. W roku 2000 hrabstwo zamieszkiwało 29 038 osób. Jego siedzibą jest miasto Clayton.

## Historia
- Hrabstwo Barbour zostało założone 18 grudnia 1832 roku.

## Geografia
Według danych Amerykańskiego Biura Spisów Ludności, hrabstwo zajmuje powierzchnię 2343 km², z czego 2292 km² stanowią lądy, a 51 km² (2,17%) stanowią wody.

### Sąsiednie hrabstwa
- hrabstwo Russell (Alabama) (północny wschód)
- hrabstwo Quitman (Georgia) (wschód)
- hrabstwo Stewart (Georgia) (wschód)
- hrabstwo Clay (Georgia) (południowy wschód)
- hrabstwo Henry (Alabama) (południe)
- hrabstwo Dale, (Alabama) (południe)
- hrabstwo Pike (Alabama) (zachód)
- hrabstwo Bullock, (Alabama) (północny zachód)

## Demografia
Według spisu z roku 2000 hrabstwo zamieszkuje 29 038 osób, które tworzą 10 409 gospodarstw domowych oraz 7390 rodzin. Gęstość zaludnienia wynosi 13 osób/km². Na terenie hrabstwa znajduje się 12 461 budynków mieszkalnych o średniej częstości występowania na poziomie 5 budynków/km². 51,27% ludności hrabstwa to ludzie biali, 46,32% to czarni, 0,45% to rdzenni Amerykanie, 0,29% to Azjaci, 0,03% to mieszkańcy z wysp Pacyfiku, 0,91% to ludność innych ras, 0,73% to ludność wywodząca się z dwóch lub większej liczby ras, 1,65% to Hiszpanie lub Latynosi.
W hrabstwie znajduje się 10 409 gospodarstw domowych, z czego w 33,30% z nich znajdują się dzieci poniżej 18. roku życia. 47,90% gospodarstw domowych tworzą małżeństwa. 19,10% stanowią niezamężne kobiety, a 29,00% to nie rodziny. 26,50% wszystkich gospodarstw składa się z jednej osoby. W 12,10% znajdują się samotne osoby powyżej 65. roku życia. Średnia wielkość gospodarstwa domowego wynosi 2,53 osoby, a średnia wielkość rodziny to 3,04 osoby.
Populacja hrabstwa rozkłada się na 25,40% osób poniżej 18 lat, 9,30% osób z przedziału wiekowego 18-24 lat, 29,60% osób w wieku od 25 do 44 lat, 22,40% w wieku 45-64 lat i 13,30% osób które mają 65 lub więcej lat.
Średni roczny dochód w hrabstwie dla gospodarstwa domowego wynosi 25 101 $, a średni roczny dochód dla rodziny to 31 877 $. Średni roczny dochód mężczyzny to 28 441 $, kobiety 19 882 $. Średni roczny dochód na osobę wynosi 13 316 $. 21,60% rodzin i 26,80% populacji hrabstwa żyje poniżej minimum socjalnego, z czego 37,10% to osoby poniżej 18 lat a 26,40% to osoby powyżej 65. roku życia.

## Miasta iwioski
- Bakerhill
- Blue Springs
- Clayton
- Clio
- Eufaula
- Louisville